# Чуднівці
Чу́днівці — село в Україні, в Лубенській громаді Лубенського району Полтавської області. Населення становить 316 осіб. Колишній орган місцевого самоврядування — Вищебулатецька сільська рада.

## Географія
Село Чуднівці знаходиться між селами Кононівка та В'язівок (1 км), за 3 км від міста Лубни.

## Історія села
За Гетьманщини Чуднівці, як селище входили до 2-ї Лубенської сотні Лубенського полку. 
Зі скасуванням полково-сотенного устрою на Лівобережній Україні село перейшло до Лубенського повіту Київського намісництва.
У ХІХ ст. Чуднівці перебували у складі  Лубенської волості Лубенського повіту Полтавської губернії.
В 1923 році буде створена Чуднівська сільська громада у складі Лубенського району Лубенського округи. Станом на 1946 рік, до Чудновецької сільської ради входив також хутір Малий В'язівок.
Пізніше село Чуднівці перейде до Вищебулатецької сільської ради , яка 2016 році увійшла до Засульської сільської громади.

### Голодомор 1933-34 років
Мешканці села Чуднівці суттєво потерпали в часи примусової колективізації і, як наслідок, поменшало їх на третину, до цього слід додати ще й жертв Голодомору в 1932—1933 роках:
| - Васик Єхимія. - Васик Михайло Никифорович. - Васик Никифор Ілліч. - Васик Никифор Никифорович. - Василенко Лука. - Василенко Марія. - Гайдук Василь Володимирович. - Гордієнко Іван Якович. - Гордієнко Лука і його жінка. - Гордієнко Лука і його жінка. - Гордієнко Парасковія Яківна. - Гриценко Мануйло і його жінка. - Гриценко Павло Прохорович. - Гриценко Петро. - Гриценко Прохор, його жінка і мати - Гриценко Семен Федорович. - Гриценко Улина. - Гриценко Уляна Литвинівна. - Дуда Григорій. - Дуда Марія. - Зінченко Анастасія Федорівна. - Зінченко Григорій Семенович. - Зінченко Іван Семенович. - Зінченко Мотря. - Зінченко Семен Іванович. - Зінченко Уляна Онопріївна. - Кириленко Андрій і його жінка. - Кириленко Андрій. - Кириленко Павло, його жінка і мати. - Макаренко Василь Васильович. - Макаренко Василь Іванович. - Макаренко Григорій Васильович. - Провора Микола. - Провора Мотря Трохимівна. - Провора Ольга. | - Сулима Іван. - Сулима Оксана. - Сулима Петро Іванович. - Сулима Улита і її чоловік. - Терещенко Григорій Захарович. - Терещенко Захарій. - Терещенко Іван Захарович. - Терещенко Оксана. - Шапаренко Архип. - Шапаренко Галина. - Шапаренко Єлизавета. - Шапаренко Степанида. - Шапаренко Федір. - ІПидогуб Парасковія і їх дочка. - ІПидогуб Семен Іванович. - Шостак Векла Борисівна. - Шостак Захарій Костянтинович. |

12 червня 2020 року, відповідно до розпорядження Кабінету Міністрів України № 721-р «Про визначення адміністративних центрів та затвердження територій територіальних громад Полтавської області», село увійшло до складу Лубенської міської громади.
19 липня 2020 року, в результаті адміністративно - територіальної реформи та ліквідації Лубенського району(1923-2020), село увійшло до складу новоутвореного Лубенського району.

## Політика

### Парламентські вибори, 2019
На позачергових парламентських виборах 2019 року у селі функціонувала окрема виборча дільниця № 530524, розташована у приміщенні клубу.
Результати
- зареєстровано 208 виборців, явка 69,23%, найбільше голосів віддано за «Слугу народу» — 46,53%, за Радикальну партію Олега Ляшка — 17,36%, за Всеукраїнське об'єднання «Батьківщина» — 11,81%.[7] В одномандатному окрузі найбільше голосів отримав Фахраддін Мухтаров (самовисування) — 38,73%, за Костянтина Іщейкіна (самовисування) — 12,68%, за Анастасію Ляшенко (Слуга народу) — 9,68%[8].

## Населення
Згідно з переписом УРСР 1989 року чисельність наявного населення села становила 357 осіб, з яких 148 чоловіків та 209 жінок.
За переписом населення України 2001 року в селі мешкало 314 осіб.

### Мова
Розподіл населення за рідною мовою за даними перепису 2001 року:
| Мова       | Відсоток |
| ---------- | -------- |
| українська | 98,42 %  |
| російська  | 1,58 %   |

## Об'єкти соціальної сфери
- Клуб — зруйнований
- школа — зруйнована